# Zekr
Zekr är ett datorprogram och studieverktyg för att studera Koranen. Zekr är fullt utrustad med avancerad sökning, navigering, recitation, och innehåller kommentarer. Programmet finns för Linux, Mac OS och Windows. En tolkning av Koranen gjord av Mohammed Knut Bernström på svenska finns att ladda hem till Zekr och det går även att lägga till fler recitationer. Zekr finns förinstallerat i linuxdistributionen Sabily.